# Sommer-Paralympics 2016/Teilnehmer (Saudi-Arabien)
| stlisierte Goldmedaille | stlisierte Silbermedaille | stlisierte Bronzemedaille |
| ----------------------- | ------------------------- | ------------------------- |
| —                       | —                         | 1                         |

Saudi-Arabien entsandte drei Athleten zu den Paralympischen Sommerspielen 2016 in Rio de Janeiro,  die in einer Sportart antraten. Fahnenträger für Saudi-Arabien bei der Eröffnungsfeier war der Leichtathlet Asaad Sharaheli.

## Medaillen

### Medaillenspiegel
| Rang   | Sportart       | Gold | Silber | Bronze | Gesamt |
| ------ | -------------- | ---- | ------ | ------ | ------ |
| 1      | Leichtathletik | 0    | 0      | 1      | 1      |
| Gesamt | Gesamt         | 0    | 0      | 1      | 1      |

## Teilnehmer nach Sportart

### Leichtathletik
Laufen
| Athleten        | Wettbewerb | Vorlauf | Vorlauf | Halbfinale | Halbfinale | Finale  | Finale | Rang |
| Athleten        | Wettbewerb | Zeit    | Rang    | Zeit       | Rang       | Zeit    | Rang   | Rang |
| --------------- | ---------- | ------- | ------- | ---------- | ---------- | ------- | ------ | ---- |
| Männer          |            |         |         |            |            |         |        |      |
| Fahad Alganaidl | 100 m T53  | 15,08 s | 2       | —          | —          | 15,35 s | 8      | 8    |

Springen und Werfen
| Athleten        | Wettbewerb      | Finale | Finale | Rang |
| Athleten        | Wettbewerb      | Weite  | Rang   | Rang |
| --------------- | --------------- | ------ | ------ | ---- |
| Männer          |                 |        |        |      |
| Asaad Sharaheli | Weitsprung T20  | 5,96 m | 11     | 11   |
| Hani Alnakhli   | Kugelstoßen F33 | 8,99 m | 3      |      |